# Клемпсон, Фрэнк
Фрэнк Кле́мпсон (англ. Frank Clempson; 27 мая 1930 — 24 декабря 1970) — английский футболист и футбольный тренер.

## Футбольная карьера
Уроженец Бартон-апон-Эруэлла, Солфорд, Фрэнк начал футбольную карьеру в клубе «Аделфи Бойз», после чего стал игроком футбольной академии «Манчестер Юнайтед». В марте 1948 года подписал с клубом любительский контракт, а в сентябре того же года — профессиональный контракт. В основном составе «Манчестер Юнайтед» дебютировал 18 февраля 1950 года в матче Первого дивизиона против «Сандерленда». Возможность дебютировать за клуб предоставилась для него из-за травмы Томми Богана. Матч против «Сандерленда» стал для Клемпсона единственным в основном составе «Юнайтед» в сезоне 1949/50. В следующем сезоне он провёл за команду ещё два матча. В сезоне 1951/52 провёл за команду 8 матчей и забил 2 гола в Первом дивизионе и помог команде выиграть чемпионский титул. В следующем сезоне провёл четыре матча. В поисках игровой практики покинул команду в феврале 1953 года.
С 1953 по 1959 год выступал за клуб Третьего северного дивизиона «Стокпорт Каунти», где сразу стал игроком основного состава. В сезоне 1954/55 сыграл в «представительском матче» команд Третьего северного и Третьего южного дивизионов. Всего за «Каунти» сыграл 261 матч и забил 37 мячей.
Летом 1959 года стал игроком клуба Четвёртого дивизиона «Честер», главным тренером которого был бывший одноклубник по «Манчестер Юнайтед» Стэн Пирсон. К тому моменту выступал за позиции флангового хавбека. Клемпсон сразу был назначен капитаном команды. Он выступал за «Честер» на протяжении двух сезонов, сыграв 71 официальный матч и забив 8 мячей.
В 1961 году стал играющим тренером клуба «Хайд Юнайтед», выступавшим в Лиге графства Чешир. В числе прочих он пригласил в команду инсайда сборной Уэльса Билли Фоулкса, с которым ранее играл в «Честере». В 1963 году покинул «Хайд Юнайтед».

## Достижения
Манчестер Юнайтед
- Чемпион Англии: 1951/52

## Статистика выступлений
| Клуб              | Сезон            | Лига | Лига | Кубок | Кубок | Итого | Итого |
| Клуб              | Сезон            | Игры | Голы | Игры  | Голы  | Игры  | Голы  |
| ----------------- | ---------------- | ---- | ---- | ----- | ----- | ----- | ----- |
| Манчестер Юнайтед | 1949/50          | 1    | 0    | 0     | 0     | 1     | 0     |
| Манчестер Юнайтед | 1950/51          | 2    | 0    | 0     | 0     | 2     | 0     |
| Манчестер Юнайтед | 1951/52          | 8    | 2    | 0     | 0     | 8     | 2     |
| Манчестер Юнайтед | 1952/53          | 4    | 0    | 0     | 0     | 4     | 0     |
| Манчестер Юнайтед | Итого            | 15   | 2    | 0     | 0     | 15    | 2     |
| Стокпорт Каунти   | 1952/53          | 13   | 2    | 0     | 0     | 13    | 2     |
| Стокпорт Каунти   | 1953/54          | 37   | 11   | 4     | 1     | 41    | 12    |
| Стокпорт Каунти   | 1954/55          | 43   | 4    | 1     | 0     | 44    | 4     |
| Стокпорт Каунти   | 1955/56          | 45   | 6    | 1     | 0     | 46    | 6     |
| Стокпорт Каунти   | 1956/57          | 37   | 5    | 2     | 0     | 39    | 5     |
| Стокпорт Каунти   | 1957/58          | 40   | 6    | 4     | 0     | 44    | 6     |
| Стокпорт Каунти   | 1958/59          | 31   | 1    | 3     | 1     | 34    | 2     |
| Стокпорт Каунти   | Итого            | 246  | 35   | 15    | 2     | 261   | 37    |
| Честер            | 1959/60          | 42   | 4    | 2     | 0     | 44    | 4     |
| Честер            | 1960/61          | 25   | 4    | 2     | 0     | 27    | 4     |
| Честер            | Итого            | 67   | 8    | 4     | 0     | 71    | 8     |
| Всего за карьеру  | Всего за карьеру | 328  | 45   | 19    | 2     | 347   | 47    |